# Antonio Arias Bernal
Antonio Arias Bernal, conocido como El Brigadier, (Aguascalientes, 10 de mayo de 1913 - Ciudad de México, 30 de diciembre de 1960) fue, junto con Abel Quezada y "El Chango" Cabral, el caricaturista mexicano más importante de la primera mitad del siglo XX.

## Biografía
Nació en la ciudad de Aguascalientes el 10 de mayo de 1913 y murió el 30 de diciembre de 1960 en la Ciudad de México.  
En el año de 1932 ingresó a la Academia de San Carlos y posteriormente comenzó a colaborar con diversas revistas, semanarios y periódicos como caricaturista y portadista. Su obra ha sido ampliamente reconocida tras publicarse en periódicos estadounidenses y teniendo como tema central la Segunda Guerra Mundial y su oposición a los personajes más destacados del Eje.

## Obra
También conocido con el apodo de "El brigadier", Arias Bernal participó  para las revistas como Vea, Semanario Moderno, El Hogar, Lux, México al Día, Todo, Realidades, Don Ferruco y en el diario Excelsior, la cadena de diarios García Valseca. También fue miembro fundador de las revistas Mañana y Siempre! y director artístico de Don Timorato. 
En el año de 1942, el humorista fue invitado por el gobierno norteamericano a través de la Oficina del Coordinador de Asuntos Interamericanos (CIAA) para generar contenido a favor de los Aliados y la unificación americana contra los países que conformaban el Eje. La CIAA generaba contenido a través de películas, mensajes transmitidos a través de radio y prensa escrita, y en el caso de Arias, fue a través de una colección de carteles para ser distribuidos por América Latina.